# Las Palmas-Juarez
Las Palmas-Juarez és una concentració de població designada pel cens dels Estats Units a l'estat de Texas. Segons el cens del 2000 tenia 1.666 habitants.

## Demografia
Segons el cens del 2000, Las Palmas-Juarez tenia 1.666 habitants, 400 habitatges, i 368 famílies. La densitat de població era de 1.608,1 habitants/km².
Dels 400 habitatges en un 56,8% hi vivien nens de menys de 18 anys, en un 69% hi vivien parelles casades, en un 15,3% dones solteres, i en un 8% no eren unitats familiars. En el 7,3% dels habitatges hi vivien persones soles el 2,8% de les quals corresponia a persones de 65 anys o més que vivien soles. El nombre mitjà de persones vivint en cada habitatge era de 4,17 i el nombre mitjà de persones que vivien en cada família era de 4,35.
Per edats la població es repartia de la següent manera: un 40% tenia menys de 18 anys, un 11,5% entre 18 i 24, un 25,4% entre 25 i 44, un 15,5% de 45 a 60 i un 7,5% 65 anys o més.
L'edat mediana era de 24 anys. Per cada 100 dones de 18 o més anys hi havia 91,7 homes.
La renda mediana per habitatge era de 19.911 $ i la renda mediana per família de 20.441 $. Els homes tenien una renda mediana de 13.942 $ mentre que les dones 11.845 $. La renda per capita de la població era de 4.973 $. Aproximadament el 41,9% de les famílies i el 45,1% de la població estaven per davall del llindar de pobresa.

## Poblacions més properes
El següent diagrama mostra les poblacions més properes.